# Целарино (Венеција)
Целарино је насеље у Италији у округу Венеција, региону Венето.
Према процени из 2011. у насељу је живело 5260 становника. Насеље се налази на надморској висини од 5 м.